# Stennäset
Stennäset är en bebyggelse strax nordväst om Falun i Falu kommun som ligger vid sydvästra delen av sjön Varpan. Bebyggelsen var av SCB klassad som en del av tätorten Falun från 1990 till 2015 och åter från 2020. Vid avgränsningen 2015 och 2018  klassades den som en separat tätort.
Stennäset är ursprungligen en bergsmansgård och hytta vid sjöns utlopp där man nu ser varphögar. Bebyggelsen ligger norr därom, den är från början av 1900-talet och senare.
Stennäset är ändhållplats för en av Faluns huvudbusslinjer. Förskola, stenhuggeri, byggfirmor, åkeri med mera finns liksom boulderområde för klättring.

## Befolkningsutveckling
| Befolkningsutvecklingen i Stennäset 2015–2015   | Befolkningsutvecklingen i Stennäset 2015–2015 | Befolkningsutvecklingen i Stennäset 2015–2015 | Befolkningsutvecklingen i Stennäset 2015–2015 | Befolkningsutvecklingen i Stennäset 2015–2015 |
| ----------------------------------------------- | --------------------------------------------- | --------------------------------------------- | --------------------------------------------- | --------------------------------------------- |
|                                                 |                                               |                                               |                                               |                                               |
| År                                              |                                               |                                               | Folkmängd                                     | Areal (ha)                                    |
| 2015                                            | 2015                                          |                                               | 653                                           | 56                                            |
| Anm.: Ny tätort 2015 utbruten ur tätorten Falun |                                               |                                               |                                               |                                               |